# Olesicampe pubescens
Olesicampe pubescens là một loài tò vò trong họ Ichneumonidae.